# فرناند بويل
فرناند بويل هو لاعب كرة قدم بلجيكي ولد في 3 مارس 1918 في سينت-يانس-مولينبيك وتوفي في 22 يناير 1992. يلعب كمهاجم في صفوف دارينغ مولينبيك في المواسم (1934-1953). ولعب ستة عشر مرة مع منتخب بلجيكا لكرة القدم بما في ذلك مباراة واحدة في كأس العالم 1938.

## إنجازات
- منتخب بلجيكا لكرة القدم من 1937 إلى 1945 (16 مباراة دولية، 1 هدف)
- المشاركة في كأس العالم لكرة القدم 1938 (لعب 1 مباراة)
- الدوري البلجيكي الممتاز في عام 1936 و 1937 مع دارينغ مولينبيك
- كأس بلجيكا في عام 1935 مع دارينغ مولينبيك

## روابط خارجية
- فرناند بويل على موقع الاتحاد الدولي (مؤرشف)  (الإنجليزية)
- فرناند بويل على موقع الاتحاد البلجيكي (الإنجليزية)
- فرناند بويل على موقع قاعدة بيانات كرة القدم.إي يو (الإنجليزية)
- فرناند بويل على موقع ناشيونال فوتبول تيمز (الإنجليزية)
- فرناند بويل على موقع Soccerway.com (الإنجليزية)
- فرناند بويل على موقع عالم كرة القدم.نت (الإنجليزية)